# Чемпионат мира по горнолыжному спорту 1938
8-й чемпионат мира по горнолыжному спорту прошёл с 5 по 6 марта 1938 года в Энгельберге (Швейцария).

## Общий медальный зачёт
| Место | Страна    | Золото | Серебро | Бронза | Всего |
| ----- | --------- | ------ | ------- | ------ | ----- |
| 1     | Германия  | 3      | 2       | 5      | 10    |
| 2     | Франция   | 2      | 2       | 0      | 4     |
| 3     | Швейцария | 1      | 2       | 1      | 4     |

## Медалисты

### Мужчины
| Дисциплина       | Золото           | Серебро          | Бронза           |
| ---------------- | ---------------- | ---------------- | ---------------- |
| Скоростной спуск | Джеймс Кутте     | Эмиль Алле       | Хелльмут Ланчнер |
| Слалом           | Рудольф Ромингер | Эмиль Алле       | Хелльмут Ланчнер |
| Комбинация       | Эмиль Алле       | Рудольф Ромингер | Хелльмут Ланчнер |

### Женщины
| Дисциплина       | Золото        | Серебро            | Бронза         |
| ---------------- | ------------- | ------------------ | -------------- |
| Скоростной спуск | Лиза Реш      | Кристль Кранц      | Кете Гразеггер |
| Слалом           | Кристль Кранц | Нини фон Аркс-Цогг | Эрна Штойри    |
| Комбинация       | Кристль Кранц | Лиза Реш           | Кете Гразеггер |